# 3a divisió d'infanteria de muntanya Ravenna
La 3a divisió d'infanteria "Ravenna" va ser una divisió del Regio Esercito italià, operativa durant la Segona Guerra Mundial.

## Història
La unitat té el seu origen a la "Brigada Ravenna", formada el 16 de setembre de 1859 a partir del 19è i del 20è regiments d'infanteria, i que va ser dissolta el 1871. El 25 de març de 1939 es reconstituí com a "Divisió d'Infanteria Ravenna (3a)", estacionada a Alessandria (municipi del Piemont), reunint el 38è regiment d'infanteria "Ravenna" i l'11è regiment d'artilleria "Ravenna".
El 1940, ja en plena Segona Guerra Mundial, la divisió participà en la batalla dels Alps Occidentals contra França, desplegant-se a les zones d'Alta Roia-Gessi i conquerint les posicions de Cima Raus, Cima Cosse i el poble de Fontan.
L'abril del 1941 va ser enviats al front iugoslau, entre Caporetto i Santa Lucia d'Isonzo, participant en les operacions de neteja al territori croata, per després tornar a Itàlia, primer a San Pietro del Carso, i després a Alessandria (municipi del Piemont).
El 1942 la divisió va ser enviada al front rus, formant part del XXV Cos, prop de Losovaja. A mitjan juliol arribà a la zona de Stalino i Voroxilovgrad, per continuar cap al Donets i el Don, on la divisió assumí la responsabilitat del sector comprès entre Mamon i Bogutsxar. Participà entre el 20 d'agost i l'1 de setembre a la primera batalla defensiva del Don, rebutjant dues ofensives soviètiques. L'1 de desembre, sota la pressió de les unitats soviètiques que havien atacat sobre tot el front en el transcurs de la segona batalla defensiva del Don, algunes unitats de la "Ravenna" van ser destinades a la defensa de Vertxnij Mamon, permetent així que els soviètics poguessin eludir la divisió arribar així fins a Tsxertkowo, a la rereguarda. Des del 17 de desembre, la unitat tornà a Voroxilovgrad i, reorganitzant-se, assumí entre el 22 i el 30 de desembre la defensa dels ponts sobre el Donets. A inicis de 1943 la divisió va mantenir les posicions a la riba dreta del riu fins al 24 de gener, quan les unitats cuirassades soviètiques van irrompre en diversos punts del front i la divisió es veié obligada a replegar-se, després de continus combats, sobre Rovenki primer i després sobre Tcertkovo. El 15 de gener la divisió intentà trencar el setge, arribant el 17 a la seguretat de Belovodsk. Les restes de la divisió van tornar a Itàlia durant el mes d'abril, on va ser reorganitzada i s'emprà a la Toscana per la defensa del territori nacional, englobada dins del II Cos, fins al 8 de setembre, quan es va dissoldre.

## Comandants 1937-1942
- Gen. D. Matteo Roux
- Gen. D. Edoardo Nebbia
- Gen. D. Francesco Dupont